# Alstonieae
Le Alstoniee (Alstonieae G.Don, 1837) sono una tribù di piante della famiglia Apocynaceae, sottofamiglia Rauvolfioideae.

## Tassonomia
La tribù Alstonieae comprende 2 soli generi:
- Alstonia R. Br., 1810 (44 specie)
- Dyera Hook. F., 1882 (2 spp.)